# Sonia Zitouni
Pour les articles homonymes, voir Zitouni.
Sonia Zitouni, née le 8 mars 1979, est une lutteuse tunisienne. 

## Carrière
Sonia Zitouni est médaillée d'or dans la catégorie des moins de 57 kg aux championnats d'Afrique 1996. Elle termine quatrième dans la catégorie des moins de 56 kg aux championnats d'Afrique 1997 ainsi que dans la catégorie des moins de 68 kg aux Jeux africains de 1999.